# Myotis blythii
Myotis blythii là một loài động vật có vú trong họ Dơi muỗi, bộ Dơi. Loài này được Tomes mô tả năm 1857.

## Hình ảnh

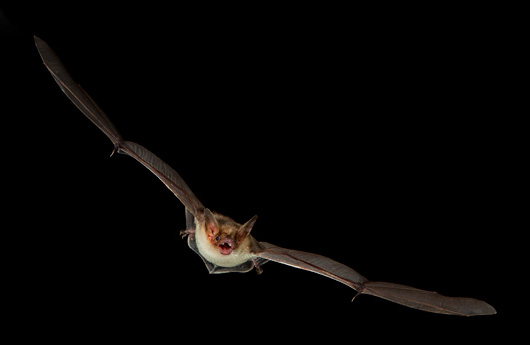